# Frøslev Mark
Frøslev Mark (deutsch: Frösleefeld) ist ein Gebiet des Ortes Frøslev an der deutsch-dänischen Grenze bei Flensburg, in dem mehrere Siedlungen liegen.

## Lage
Frøslev Mark liegt südlich und südwestlich von Frøslev sowie südlich der Frøslev Plantage. Im östlichen Teil von Frøslev Mark liegt am südlichen Rand der kleine deutsch-dänische Ort Simondys. Der östliche Teil wird vom westlichen Teil durch die Europastraße 45 (beziehungsweise der Verlängerung der Bundesautobahn 7) separiert. Im westlichen Teil liegen am Waldrand Kristiansminde sowie die Siedlung Kolonisthuse.
Im Übrigen bezeichnete „Frøslev Mark“ beziehungsweise „Frösleefeld“ offenbar ursprünglich auch noch einen unbebauten Feldbereich, nördlich des Ortes Fröslee, der aber nach dem Zweiten Weltkrieg bebaut wurde, und heute allgemein nicht mehr so benannt wird (vgl. Duborg (Padborg)). (Lage).

## Geschichte
Im 18. Jahrhundert entstand im westlichen Teil der Frøslev Mark, nahe Ellund, die Siedlung Kolonisthuse. Auf der Karte der Preußischen Landesaufnahme um 1879 war Frøslev Mark unter dem deutschen Namen Fröslee Feld schon eingetragen. Nach der Volksabstimmung in Schleswig im Jahr 1920 kam Frøslev Mark sowie Teile der angrenzenden Siedlungen Simondys und Wilmkjer zu Dänemark. Frøslev und Frøslev Mark, die durch die neue Grenze vom Kirchspiel Handewitt abgetrennt wurden, wurden dem Kirchspiel Bau zugefügt.
Während des Zweiten Weltkrieges befanden sich dort Scheinwerferpositionen, Flugabwehrgeschütze sowie ein Scheinflugplatz, welche die Luftangriffe auf Flensburg behindern sollten. Außer diesem „Scheinflugplatz Frösleefeld“ (Lage) existierte damals im Übrigen auch noch südöstlich ein „Scheinflugplatz Ellundfeld“.